# Calycopis puppius
Calycopis puppius is een vlinder uit de familie van de Lycaenidae. De wetenschappelijke naam van de soort werd als Thecla puppius in 1887 gepubliceerd door Godman & Salvin.

## Synoniemen
- Reversustus assuensis Johnson, 1991